# SN 2007pb
SN 2007pb – supernowa typu Ia odkryta 19 października 2007 roku w galaktyce A234825-0111. W momencie odkrycia miała maksymalną jasność 22,00m.